# 孤島の鬼
『孤島の鬼』（ことうのおに）は、江戸川乱歩の著した長編探偵小説。大衆雑誌『朝日』（博文館）に、1929年（昭和4年）1月から翌1930年（昭和5年）2月まで連載され、のち改造社から単行本として刊行された。筒井康隆、深谷忠記、皆川博子、中井英夫ら、乱歩の最高傑作として挙げる人も少なくない。明智小五郎が登場しない作品であるが、高木彬光が生前の乱歩より直接聞いたところでは乱歩自身も、長編では本作が一番出来が良いと考えていたようであるという。

## あらすじ
まだ30歳にもならないが髪は白髪である青年「わたし（蓑浦）」の回想の形で物語は綴られていく。
25歳で貿易会社に勤める蓑浦は、同僚の木崎初代と相思相愛の恋に落ちるが、初代に強力な求婚者が現れる。それは蓑浦の先輩である医学者、諸戸道雄であった。しかし諸戸は昔から蓑浦に強い同性愛の感情を抱いており、蓑浦はもしかしてそのために、彼が初代に求婚したのではないかと疑う。
そんなある日、初代が自宅で密室状態の中、刺殺される。蓑浦は復讐を誓い、素人探偵業を営むもうひとりの年長の友人、深山木幸吉に捜査を依頼する。しかし深山木も、混雑した海水浴場で蓑浦の目前において、何者かによって刺殺されてしまう。
海水浴場の中に諸戸の姿を発見していた蓑浦は、後日諸戸を問い詰めるが、諸戸は自身も事件の捜査をしており、しかも犯人を今この家に呼び出していた。2つの殺人事件の実行犯は曲芸一座の子供であった。諸戸は子供に犯行を自白させることに成功するが、背後にいる黒幕の正体を聞きだそうとした瞬間、子供は窓の外から拳銃で射殺されてしまう。
深山木は殺される直前、蓑浦に、初代の持っていた彼女の真の出自を示した家系図と、ある不思議な人物の手記を郵送していた。その家系図には財宝の隠し場所らしき暗号めいた文章が記されていた。手記のほうは、男と身体をくっつけられて幽閉されている秀ちゃんという女のものである。その手記に書かれた風景が、諸戸が育った紀伊半島の沖の孤島・岩屋島、および、亡き初代が子供の頃に住んでいた場所にも似ていることに気づいた蓑浦と諸戸は岩屋島に向かう。諸戸は、すべては父親丈五郎の所業と見てとり、丈五郎と対決しようとしていた。諸戸が初代に求婚したのは、嫉妬のためもあったが、実は父丈五郎の命令でもあり、それは、島の財宝の隠し場所を記した家系図を手に入れるためであったと分かったからだ。
岩屋島の諸戸邸は、主人の丈五郎はじめ、その妻も、また雇われ人も奇形者で、また多くの奇形者が幽閉されていた。丈五郎は自らが奇形に生まれた復讐に、奇形児の増殖に一生を賭けており、息子道雄もそのために医学への道を歩ませたのであった。諸戸は父により蔵に閉じ込められてしまうが、脱出し、逆に丈五郎を蔵に閉じ込める。蓑浦は諸戸とふたりで財宝探しに、島の地下に広がる洞窟に入る。そして道に迷って、死や諸戸の求愛という恐怖を味わいながらも、財宝を見つける。そこには蔵を脱出し、先に財宝を見つけ発狂した丈五郎もいた。簑浦は洞窟での恐怖の体験のため髪が真っ白になっていた。
のち、手記の主である美少女秀ちゃんと惹かれあっていた蓑浦は、諸戸の手術で男と分離させられた彼女と結婚する。彼女は木崎初代の妹であり、岩屋島の主たる樋口家の子孫、あの財宝の正当な相続者であった。ふたりはその金で奇形者のための施設を開設する。諸戸も丈五郎の子でないことが判明し、実の親の元に帰るが、直後病気で死す。臨終の最後まで諸戸が呼んでいたのは蓑浦の名前であったと簑浦は手紙で知らされる。

## 登場人物
蓑浦（みのうら）
本作の語り手「わたし」。東京の貿易会社に勤める内気な青年。体躯ふくめ女性的な美貌の持ち主で、女性のみならず男性にも好意を寄せられている。
木崎初代（きざき はつよ）
蓑浦の会社の同僚の女性。蓑浦とはお互い理想の相手で相思相愛となる。幼い時に拾ってくれた母と二人暮しで、樋口という実の出自の系図を持っている。
諸戸道雄（もろと みちお）
動物をつかった怪しげな研究をしている医学者。蓑浦の学生下宿生活時代以来の先輩で6歳年長。頭脳明晰な美青年。女嫌いで、蓑浦に強い同性愛感情を抱いている。
深山木幸吉（みやまぎ こうきち）
40歳をすぎた独身者。趣味的に素人探偵的なことをして生活している。女性とくっついては別れしているが、やはり蓑浦に好意を持っている。
諸戸丈五郎（もろと じょうごろう）
諸戸道雄の父。紀伊半島南部にある孤島、岩屋島にある古い城のような荒れた屋敷に住み、奇形者ばかりをかこっている。本人も奇形。
秀ちゃん
幼い時に丈五郎の手により、吉ちゃんと呼ばれる男と体を腰のところでくっつけられた美少女。本名は樋口緑。

## 解説
デビュー以来、短編ばかりを書いていた乱歩だったが、1926年初頭から、初の雑誌連載小説『湖畔亭事件』『闇に蠢く』、同年末から新聞連載小説『一寸法師』などを手がけだした。しかし、『湖畔亭事件』ははっきりと中編小説の長さで終わり、他二作品も長編小説としては微妙な長さなため、本作が乱歩としては充分な長さを持つ初めての長編となった。読者にも好評で、本作以降、通俗長編執筆への自己嫌悪もふっきれ、『蜘蛛男』以降のおびただしい通俗長編作品が誕生することとなった。
乱歩は、博文館の編集部長だった森下雨村から、同社が創刊する雑誌『朝日』の創刊号に、『新青年』誌に掲載した「陰獣」のような小説を執筆するよう依頼された。乱歩は、執筆と避寒を兼ねて三重県鳥羽の漁村に滞在し、当時、同性愛関連の資料蒐集をともにしていた旧友の岩田準一を宿に呼び出した。そのとき岩田が持参していた『鷗外全集』のなかの森鷗外の随筆に着想を得たのが、「孤島の鬼」であった。その鷗外の随筆では、中国で見世物のために人間の身体を改造する話が描かれていた。帰京した乱歩は古本屋で見世物用人体改造の資料を漁り、「見世物にするために嬰児を小さな箱に詰めた」という中国の『虞初新誌』内の説話を本書着想の柱とした。
「主人公たちが恐怖で総白髪となる」、「暗闇の洞窟で生死を彷徨う」といった描写設定には、乱歩が子供のころに「身も心も震撼するような感銘を受けた」という、黒岩涙香の『白髪鬼』が影響している。また、本作では「同性愛」がストーリー展開の推進力となっており、これは乱歩自身も認めながらも、作品を振り返って「筋を運ぶ上の邪魔ものにさえなった」と述懐している。

## 収録
- 『孤島の鬼』（改造社）1930年
- 『江戸川乱歩全集 5』（平凡社）1936年
- 『江戸川乱歩選集 9』（新潮社）1939年
- 『江戸川乱歩全集 1』（春陽堂）1955年
- 『江戸川乱歩全集 2 陰獣・孤島の鬼』（桃源社）1961年
- 『昭和国民文学全集 13』（筑摩書房）1973年
- 『昭和国民文学全集 増補新版 18』（筑摩書房）1977年
- 『江戸川乱歩全集 4』（講談社）1978年
- 『現代日本推理小説叢書 江戸川乱歩 1 孤島の鬼』（創元推理文庫）1987年
- 『孤島の鬼』（角川ホラー文庫）2000年
- 『江戸川乱歩全集 4 孤島の鬼』（光文社文庫）2003年
- 『江戸川乱歩ベストセレクション 7 孤島の鬼』（角川ホラー文庫）2009年
- 『江戸川乱歩傑作集 1 孤島の鬼』（リブレ出版）2015年
- 『江戸川乱歩作品集 1 人でなしの恋・孤島の鬼 他』（岩波文庫）2017年

## 翻案作品

### 映像化とコミカライズ
『江戸川乱歩全集 恐怖奇形人間』（1969年、東映京都）
石井輝男監督の映画作品。『パノラマ島奇談』から埋葬蘇生や人間花火などが援用され、他の短編も一部はめこまれているが、主人公二人が一人に統一されている点と結末以外は、かなり忠実に本作を映画化している。

『江戸川乱歩傑作集 孤島の鬼』全1巻（2016年、ぶんか社コミックス）
長田ノオト作画によるコミカライズ。2014年開催の「乱歩、少年、フリークスー長田ノオト作品展ー」の会期中に舞台版が上演されている。

『孤島の鬼』全3巻（2016 - 2017年、講談社 ARIAコミックス）
naked apeが作画を担当したコミカライズで、表紙イラストを担当したドラマCD（出演：前野智昭・近藤隆）も発売されている。

### 舞台版

#### 2014年
2014年3月29日・30日の2日間、パラボリカ・ビスにおいて演劇・パフォーマンスユニットMONT★SUCHT（モントザハト）による『孤島の鬼』が上演された。長田ノオトによるコミカライズ版を舞台化したもの。 脚色・長田ノオト、構成・由良瓏砂。

#### 2015年
2015年4月22日から5月4日まで『孤島の鬼』が赤坂RED/THEATERで上演された。主催はネルケプランニング、脚本は石井幸一、演出は西沢栄治。
同年9月にDVD化。

キャスト
蓑浦金之助：藤森陽太
諸戸道雄：鯨井康介
私：崎山つばさ
初代 / 秀（二役）：逢沢凛
土井一海、前島謙一、平井浩基、松崎裕

#### 2017年
2017年2月3日から12日まで『孤島の鬼―咲きにほふ花は炎のやうに―』のタイトルで赤坂RED/THEATERで上演された。脚本・演出は石井幸一。
同年6月にDVD化。

キャスト
私：佐藤永典
諸戸道雄：田中涼星
箕浦金之助：石田隼
友之助 / 吉（二役）：星乃勇太
北川刑事：平井浩基
諸戸丈五郎：河合龍之介
酒井蘭、文秉泰

### 朗読劇
2023年1月24日から29日まで、紀伊國屋サザンシアター TAKASHIMAYAにおいて「江戸川乱歩 名作朗読劇『孤島の鬼』」が上演された。演出は深作健太。原作小説とは異なり、明智小五郎や小林芳雄が登場する。
キャスト
| 開演日時              | 箕浦金之助 | 諸戸道雄     | 明智小五郎・深山木幸吉 他 | 木崎初代・樋口秀代・小林芳雄 他 |
| --------------------- | ---------- | ------------ | ------------------------- | ------------------------------- |
| 1月24日（火）19時     | 山口智広   | 神尾晋一郎   | 井上和彦                  | 青山なぎさ                      |
| 1月25日（水）19時     | 吉野裕行   | 中島ヨシキ   | 増元拓也                  | 吉武千颯                        |
| 1月26日（木）19時     | 夏川椎菜   | 松田岳       | 笠間淳                    | 牧野由依                        |
| 1月27日（金）19時     | 重松千晴   | 汐谷文康     | 宮地大介                  | 逢田梨香子                      |
| 1月28日（土）13時     | 岡本信彦   | 堀江瞬       | 鳥海浩輔                  | 久保田未夢                      |
| 1月28日（土）19時     | 岡本信彦   | 佐藤拓也     | 畠中祐                    | 久保田未夢                      |
| 1月29日（日）12時30分 | 土田玲央   | 中澤まさとも | 高橋広樹                  | 青山吉能                        |
| 1月29日（日）18時     | 市川蒼     | 葉山翔太     | 山中真尋                  | 逢田梨香子                      |

上記の他、声の出演として諸戸道雄の父・丈五郎の役に銀河万丈。
スタッフ
- 音楽：西川裕一
- 美術：松村あや
- 照明：倉本泰史
- 音響：長野朋美
- 衣裳：上杉麻美
- 演出助手：荒井遼、小見山千里
- 舞台監督：逸見輝羊
- 主催・企画・制作：MAパブリッシング / サンライズプロモーション東京